# Венло
Ве́нло (нидерл. Venlo) — город в Нидерландах, центр одноимённой общины в провинции Лимбург.

## География и этнография
Город Венло лежит на правом берегу реки Маас. Подавляющее большинство жителей являются гражданами Нидерландов, кроме них в городе имеется 3 крупных национальных меньшинства — немецкое, турецкое и марокканское. Подавляющее большинство жителей по вероисповеданию — католики.

## История
Венло впервые письменно упоминается в XI столетии. В Средние века входил в состав Ганзейского союза. Затем, на протяжении нескольких столетий, был частью герцогства Гельдерн, с 1839 по 1866 год Венло входил в состав Люксембурга, затем перешёл к Нидерландам. 9 ноября 1939 года, в самом начале Второй мировой войны, силами гестапо был спровоцирован так называемый «Инцидент в Венло», неурегулированность которого дала Германии повод для вторжения в нейтральные Нидерланды в 1940 году. Во время войны на территории общины Венло была расположена крупная немецкая авиабаза (Венло-Геронген), что привело в течение 1944—1945 годов к многочисленным бомбардировкам города и окрестностей союзнической авиацией.

## Экономика и транспорт
В экономическом плане Венло является важным торговым центром, местом туризма и коммерческих поездок многочисленных гостей из соседних Германии и Бельгии. Железнодорожным сообщением и крупными автострадами город связан с прирейнскими районами (Кёльн, Бонн, Дюссельдорф) и Руром в Германии, с крупными городами Нидерландов и Бельгии.

## Культурная жизнь
- Музей Ван Боммель ван Дам (музей современного искусства)
- Лимбургский музей (музей истории и культуры)
- Де Мааспоорт (театральный и концертный зал)
- Де Доолхоф (театр под открытым небом)
- Рандеву-театр
- Пиктеркл-арена

## Спорт
В Венло базируется футбольный клуб ВВВ-Венло, выступающий в высшем и первом дивизионе нидерландского футбольного чемпионата.

## Города-партнёры
- Крефельд, Германия
- Клагенфурт-ам-Вёртерзе, Австрия
- Гориция, Италия